# 索默斯 (愛荷華州)
索默斯（英語：Somers）是一個位於美國愛荷華州卡爾霍恩縣的城市。

## 地理
索默斯的座標為42°22′40″N 94°25′52″W / 42.37778°N 94.43111°W，而該地的平均海拔高度為352米（即1155英尺）。

## 人口
根據2010年美國人口普查的數據，索默斯的面積為0.91平方千米，當中陸地面積為0.91平方千米，而水域面積為0.00平方千米。當地共有人口113人，而人口密度為每平方千米124人。